# Dalian Eton Center
Dalian Eton Center je komplex mrakodrapů ve městě Ta-lien (Dalian) v Číně. Nejvyšší budova je vysoká 388 m a má 81 pater. Byla dokončena v roce 2015.